# Arapi
Arapi (armeniska: Առափի) är en ort i Armenien. Innan 26 april 1946 hette orten Odzjachghuli. Den ligger i provinsen Sjirak, i den nordvästra delen av landet, 90 kilometer nordväst om huvudstaden Jerevan. Arapi ligger 1 487 meter över havet och antalet invånare är 1 738.
Terrängen runt Arapi är huvudsakligen platt, men norrut är den kuperad. Arrap'i ligger nere i en dal. Runt Arapi är det ganska tätbefolkat, med 129 invånare per kvadratkilometer.. Närmaste större samhälle är Gjumri, 3,6 kilometer öster om Arapi.
Runt Arapi är det i huvudsak tätbebyggt.